# Берестовський Борис Іванович
Борис Іванович Берестовський (21 січня 1923 — 28 серпня 1999) — Герой Радянського Союзу (1944).

## Біографія
Борис Берестовський народився 21 січня 1923 року в Сумах у родині службовця.
Отримав неповну середню освіту, потів навчався у Сумському машинобудівному технікумі, але через початок війни закінчити його не встиг.
У серпні 1941 року був призваний на службу у Робітничо-селянську Червону Армію. З травня 1942 року — на фронтах німецько-радянської війни. Брав участь у боях на Західному, Воронезькому, 3-му Українському фронтах, брав участь у визволенні Болгарії. У боях чотири рази був поранений. До листопада 1943 року гвардії старший сержант Борис Берестовський був радистом-кулеметником танку 332-го танкового батальйону 52-ї гвардійської танкової бригади 6-го гвардійського танкового корпусу 3-ї гвардійської танкової армії 1-го Українського фронту. Відзначився під час визволення Києва.
Екіпаж танка Берестовського брав участь у прориві німецької лінії оборони на південний схід від селища Пуща-Водиця та у марші по тилах супротивника з метою перерізати шосе Київ-Житомир. В ніч з 5 на 6 листопада 1943 року, виконуючи розвідувальне завдання, екіпаж танка знищив 1 легкий танк, 2 штурмових гармати та 1 протитанкову.
Після закінчення війни Берестовський був демобілізований. У 1948 році він закінчив Харківський технікум промислового транспорту, а у 1953 році — Харківський автомобільно-дорожній інститут, після чого працював заступником директора заочного машинобудівного технікуму.
Проживав у Харкові, помер 28 серпня 1999 року. Похований на харківському кладовищі № 2.

## Нагороди
- Указом Президії Верховної Ради СРСР від 10 січня 1944 року за «вміле виконання наказу командування і проявлені при цьому мужність та відвагу» гвардії старший сержант Борис Берестовський був удостоєний високого звання Героя Радянського Союзу з врученням ордена Леніна та медалі «Золота Зірка» (№ 2115)[2].
- Був також нагороджений орденами Вітчизняної війни 1-го ступеня та Червоної Зірки, а також низкою медалей.

## Пам'ять

Могила Бориса Берестовського в Харкові

У Сумах портрет Берестовського є на місцевій алеї Слави, на його честь названа сумська місцева школа № 12.